# 佐藤方哉
佐藤方哉（1932年10月27日—2010年8月23日）是一位日本心理学家，专攻行为心理学。

## 生平
1932年出生于日本东京都，1945年毕业于东京高等师范学校附属国民学校（现筑波大学附属小学校）。1952年毕业于东京教育大学附属中学校・高等学校（现筑波大学附属中学校·高等学校）。后进入庆应义塾大学医学部预科。之后转到文学部，主攻心理学。1962年博士肄业担任母校文学部助教，1976年升任文学部教授。1976年获得庆应义塾大学文学博士。1998年退休担任名誉教授。1999年担任帝京大学文学部教授。2009年担任星槎大学校长。此外1985年至1990年还担任日本行动分析学会会长，1998年至1999年担任国际行动分析学会会长。
2010年8月23日20点35分、在京王线新宿站等车时被一位42岁醉汉撞到铁轨上，与电车相撞造成颅骨骨折，送医院后不治，享年78岁。。

## 家庭
父亲是日本小说家佐藤春夫。